# أريستيد بلانك
أريستيد بلانك (بالرومانية: Aristide Blank)‏ (1 يناير 1883 في بوخارست - 1 يناير 1960 في باريس) اقتصادي من رومانيا.